# (34750) 2001 QB97
2001 كيو بي 97 (ويعرف أيضًا باسم (34750) 2001 كيو بي 97 وفق تسمية الكوكب الصغير) (بالإنجليزية: 2001 QB97)‏ هو كويكب ضمن حزام الكويكبات؛ وترتيبه 34750 من حيث الاكتشاف.
اكتُشف هذا الجُرم الفلكي بواسطة بحث لنكولن عن الكويكبات القريبة من الأرض في 17 أغسطس 2001.

## وصلات خارجية
- (34750) 2001 QB97 في قاعدة بيانات مختبر الدفع النفاث لأجرام النظام الشمسي الصغيرة

- الاكتشاف · مخطط المدار ·  العناصر المدارية · المعلمات المادية

- (34750) 2001 QB97 على موقع ويكي سكاي: DSS2, SDSS, GALEX, IRAS, Hydrogen α, X-Ray, Astrophoto, Sky Map, Articles and images